# Баскетбол

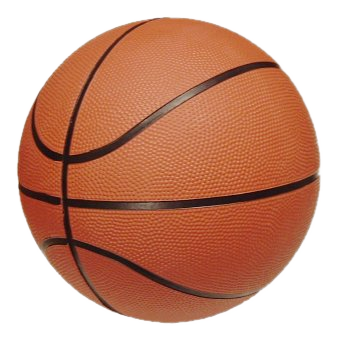
Баскетбольный мяч

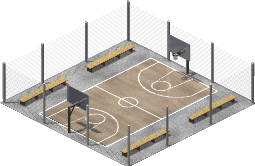
Баскетбольная площадка

Баскетбо́л (англ. basket «корзина» + ball «мяч») — спортивная командная игра с мячом, в которой мяч забрасывают руками в кольцо соперника.
В баскетбол играют две команды, каждая из которых состоит из пяти полевых игроков (замены не ограничены). Цель каждой команды — забросить мяч в кольцо с сеткой (корзину) соперника и помешать другой команде завладеть мячом и забросить его в свою корзину. Корзина находится на высоте 3,05 м от паркета (10 футов). За мяч, заброшенный с ближней и средней дистанций, засчитывается два очка, с дальней (из-за трёхочковой линии) — три очка; штрафной бросок оценивается в одно очко. Стандартный размер баскетбольной площадки — 28 м в длину и 15 м — в ширину. Баскетбол — один из самых популярных видов спорта в мире.
Баскетбол входит в программу Олимпийских игр с 1936 года (изобретатель игры Джеймс Нейсмит был там в качестве гостя). Регулярные чемпионаты мира по баскетболу среди мужчин проводятся с 1950 года, среди женщин — с 1953 года, а чемпионаты Европы — с 1935 года.
В Европе проводятся международные клубные соревнования по баскетболу: Евролига, Еврокубок, Кубок вызова ФИБА.
Наибольшего развития эта игра достигла в США: чемпионат Национальной баскетбольной ассоциации (НБА) более 50 лет является сильнейшим национальным клубным турниром в мире. Баскетбол считается национальным видом спорта в Литве.

## История

### Появление
Зимой 1891 года студентам колледжа Молодёжной христианской ассоциации из Спрингфилда, штат Массачусетс, вынужденным выполнять гимнастические упражнения, считавшиеся в то время единственным средством приобщения молодёжи к спорту, было очень скучно на занятиях физического воспитания. Однообразию таких занятий необходимо было положить конец.

Один из первых баскетбольных мячей

Выход из этого положения нашёл преподаватель колледжа Джеймс Нейсмит. 21 декабря 1891 года он привязал две корзины из-под персиков к перилам балкона спортивного зала и, разделив восемнадцать студентов на две команды, предложил им игру, смысл которой сводился к тому, чтобы забросить большее количество мячей в корзину соперников.
Идея этой игры у него зародилась ещё в школьные годы, когда дети играли в старинную игру «duck-on-a-rock» («Утка на скале»). Смысл этой популярной в то время игры заключался в следующем: подбрасывая небольшой камень, необходимо было поразить им вершину другого камня, большего по размеру.
Игра, получившая название «баскетбол», лишь отдалённо напоминала современный вид спорта. Ведения мяча не существовало, игроки только перебрасывали его друг другу, стоя на месте, и стремились затем закинуть в корзину, причём исключительно обеими руками снизу или от груди, а после удачного броска один из игроков забирался на приставленную к стене лестницу и извлекал мяч из корзины. Целью доктора Нейсмита было создать игру именно коллективную, в которую можно было бы вовлечь одновременно большое количество участвующих, и этой задаче его изобретение отвечало в полной мере.
В 1892 году преподавателем физкультуры Смит-колледжа в Нортгемптоне (Массачусетс) Сендой Беренсон были разработаны первые правила женского баскетбола.

### Развитие
Первые этапы развития баскетбола связаны с его распространением в учебных заведениях США — школах и колледжах. Ещё до начала XX века, игра довольно быстро приобрела определённую популярность не только в Соединённых Штатах, но и в Канаде. Родоначальник баскетбола, колледж Молодёжной христианской ассоциации, поначалу активно занимался регулированием и распространением игры, однако десятилетие спустя руководство пришло к выводу, что эта деятельность препятствует реализации основной миссии учебного заведения, и приняло решение дистанцироваться от нового вида спорта. В 1898 году была предпринята первая попытка создать профессиональное объединение — Национальную баскетбольную лигу, — однако она просуществовала лишь пять лет. После Первой мировой войны ответственность за правила и руководство взяли на себя две любительские организации: Национальная ассоциация студенческого спорта и Любительский спортивный союз. Активную роль в популяризации баскетбола играл в то время и его непосредственный создатель, Джеймс Нейсмит.
В России в баскетбол начали играть в 1906 году в петербургском обществе «Маяк», также известным под названием «Комитет содействия нравственному и умственному развитию молодых людей». В 1909 в нём состоялся первый турнир с участием 6 команд. В 1913 году опубликованы правила игры. С 1923 года проходят чемпионаты СССР по игре в баскетбол, где первым чемпионом стало московское «Динамо» (мужское) и «Динамо» (женское).

### Профессиональный баскетбол
В начале XX века начали оформляться первые профессиональные баскетбольные команды. C одной стороны, на всей территории Соединённых Штатов в населенных пунктах разнообразного масштаба возникло существенное количество таких команд (количеством в несколько сотен); с другой стороны, какая-либо организация профессиональных игр практически отсутствовала. Игроки произвольно перемещались между составами команд, матчи устраивались в помещениях, не приспособленных для проведения соревнований, появлялись и расформировывались разнообразные лиги и объединения. Некоторые «гастрольные» команды (англ. barnstorming squads), такие, как, к примеру, Original Celtics, New York Renaissance Five или Harlem Globetrotters (последняя существует и по сей день) в своих поездках по стране успевали сыграть до 200 матчей в год.

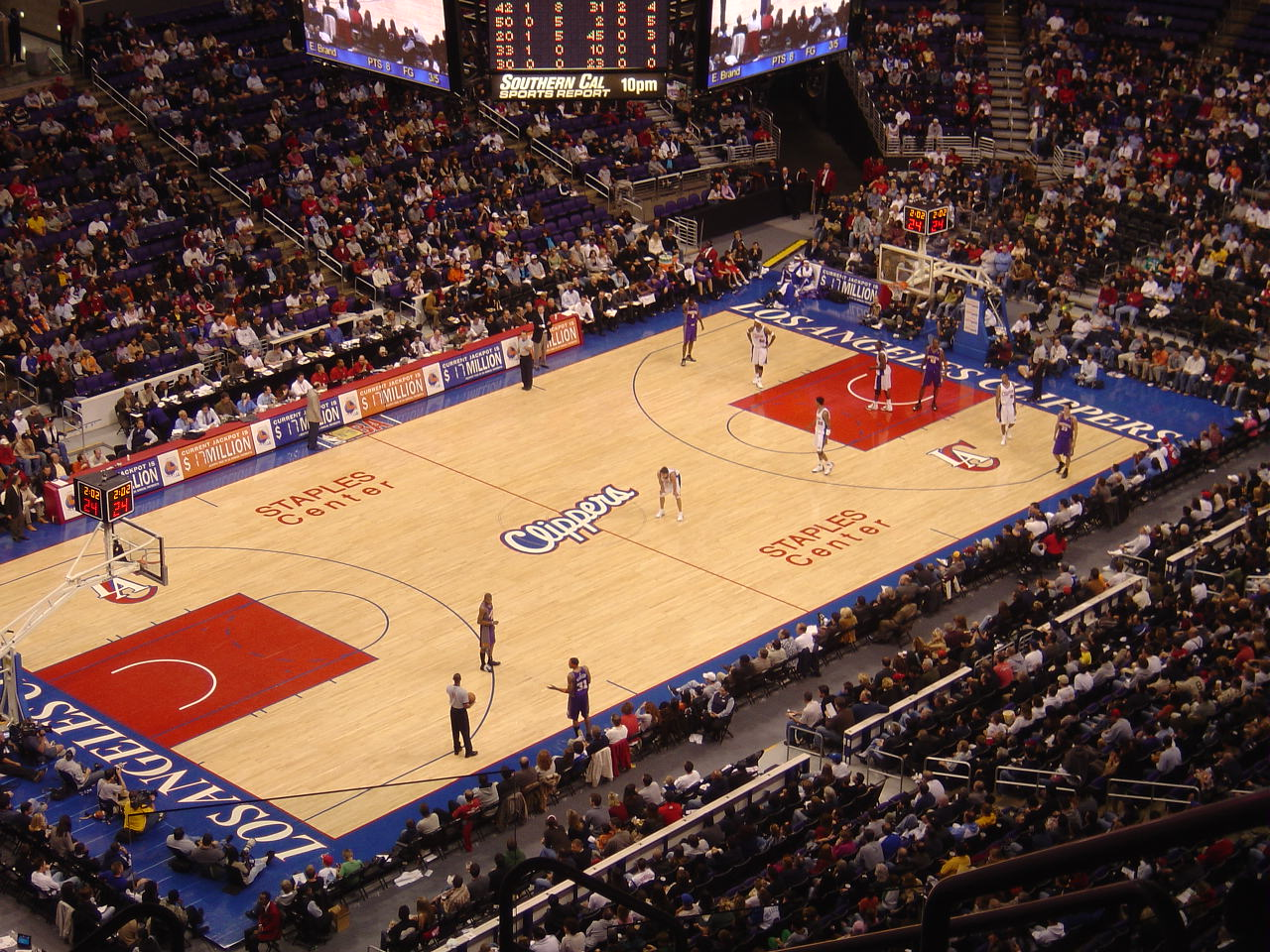
Матч клубов НБА «Лос-Анджелес Клипперс» и «Финикс Санз» (21 ноября 2004 года, «Стейплс-центр»)

В 1946 году возникла Баскетбольная ассоциация Америки (БАА). Первый матч под её эгидой состоялся 1 ноября того же года в Торонто (Канада) между командами Toronto Huskies и New York Knickerbockers. По прошествии трёх игровых сезонов, в 1949 году, ассоциация объединилась с Национальной баскетбольной лигой США, в результате чего была образована Национальная баскетбольная ассоциация (НБА). К середине века баскетбол получил широкое распространение в образовательных учреждениях, став там одним из ключевых видов спорта, и в результате этого пропорционально возрос интерес и к профессиональному баскетболу. В 1959 году в Спрингфилде, где состоялся первый в истории баскетбольный матч, был основан Зал славы баскетбола, в котором увековечиваются имена наиболее значимых игроков, тренеров, судей и других людей, внесших существенный вклад в развитие игры. Примерно десятилетие спустя, в 1967 году, была создана ещё одна организация — Американская баскетбольная ассоциация, которая в течение некоторого времени составляла конкуренцию NBA; впрочем, она также недолго хранила самостоятельность и уже через 9 лет слилась с НБА. Последняя в настоящее время является одной из наиболее влиятельных и известных профессиональных лиг в мире. В сезоне 2021/22 в НБА выступали 30 команд. Самыми титулованными командами в истории НБА являются «Миннеаполис/Лос-Анджелес Лейкерс» (17 побед в 32 финалах) и «Бостон Селтикс» (17 побед в 21 финале). НБА считается сильнейшей лигой мира, победа в финале НБА часто рассматривается как более престижная, чем победа на Олимпийских играх или чемпионате мира.
В 2001 году была также образована младшая лига НБА — так называемая Лига развития (ныне — Джи-Лига НБА). В сезоне 2021/22 в лиге играли 30 команд.

### Международный баскетбол
В 1932 году на первой международной конференции национальных баскетбольных ассоциаций, состоявшейся в Женеве (Швейцария), была основана Международная федерация (любительского) баскетбола. В роли основателей выступили национальные баскетбольные комитеты восьми стран: Аргентины, Чехословакии, Греции, Италии, Латвии, Португалии, Румынии и Швейцарии. На момент создания предполагалось, что в сфере ведения организации будет находиться лишь любительский баскетбол; впоследствии, в 1989 году, профессиональные баскетболисты получили допуск к международным соревнованиям, и слово «любительский» было изъято из наименования. В то же время франкоязычная аббревиатура названия — FIBA — изменениям подвергнута не была.
Самое первое, пилотное, международное состязание датируется ещё 1904 годом; в программе летних Олимпийских игр баскетбол фигурирует с 1936 года. Тогда, в Берлине, чемпионом стала сборная США, которая победила в финале Канаду. С тех пор американская команда традиционно доминировала на олимпийских баскетбольных соревнованиях вплоть до 1972 года, когда в Мюнхене в ходе финального матча она потерпела первое поражение от сборной СССР. Что касается чемпионатов мира под эгидой ФИБА, то первое такое состязание состоялось в Аргентине в 1950 году, а три года спустя в Чили прошёл также и первый чемпионат мира среди женских команд. Женский баскетбол вошёл в олимпийскую программу на десять Олимпиад позже мужского — в 1976 году, в Монреале (Канада). За чемпионский титул тогда боролись, в частности, сборные команды СССР, США, Бразилии и Австралии.

Матч между мужскими сборными Литвы и Бразилии на Олимпийских играх 2016 года

ФИБА отказалась от разграничения между любительским и профессиональным баскетболом, как уже было сказано, в 1989 году, и через три года профессиональные игроки впервые приняли участие в Олимпийских играх. Американская сборная этого года получила неофициальное наименование «Команда мечты» (англ. Dream Team), укрепив доминирующие позиции США в данном виде спорта; впрочем, со временем, по мере того, как баскетбол развивался в других странах мира, иные национальные сборные начали постепенно одерживать победы над американской командой. Так, на чемпионате мира 2002 года в Индианаполисе сборная США, составленная исключительно из игроков NBA, оказалась в итоге шестой, пропустив вперёд в турнирной таблице югославскую команду, Аргентину, Германию, Новую Зеландию и Испанию. В 2004 году на летних Играх в Афинах американцы потерпели первое олимпийское поражение в составе с профессиональными игроками, на групповом этапе уступив сборным Пуэрто-Рико и Литвы и проиграв в полуфинале аргентинской команде (сумев, впрочем, выиграть бронзу в матче с Литвой за третье место). Аналогичная ситуация сложилась и на чемпионате мира в Японии 2006 года — там сборная США также заняла третью строку турнирной таблицы. Впрочем, затем американская команда добилась высоких результатов на Олимпиаде-2008 и на чемпионате мира 2010 года в Турции.
Глобализация баскетбола отражалась и в составе команд, и в статистике NBA: так, в соревнованиях ассоциации в настоящее время участвуют представители всех континентов. В основном пик активности игроков из других стран мира пришелся на середину 1990-х годов, когда в NBA пришли известные спортсмены из стран Европы (преимущественно восточной).

## Инвентарь
- Баскетбольная площадка
- Баскетбольный мяч

## Правила игры в баскетбол и штрафные

Размеры щита и корзины по правилам ФИБА

Размеры поля по правилам ФИБА 2010

Изначально правила игры в баскетбол были сформулированы американцем Джеймсом Нейсмитом и состояли лишь из 13 пунктов. Со временем баскетбол изменялся, изменений потребовали и правила. Первые международные правила игры были приняты в 1932 году на первом конгрессе ФИБА, после этого они многократно корректировались и изменялись, последние значительные изменения были внесены в 1998 и 2004 годах. С 2004 года правила игры остаются неизменными. Правила игры несколько отличаются в НБА и чемпионатах, проводимых под эгидой ФИБА (чемпионаты мира, Олимпийские игры, чемпионаты континентов, международные и национальные первенства европейских клубов).
В баскетбол играют две команды, обычно по десять человек, от каждой из которых на площадке одновременно присутствует пять игроков. Цель каждой команды в баскетболе — забросить мяч в корзину соперника и помешать другой команде овладеть мячом и забросить его в корзину своей команды.
Мячом играют только руками. Бежать с мячом, не ударяя им в пол, преднамеренно бить по нему ногой, блокировать любой частью ноги или бить по нему кулаком является нарушением. Случайное же соприкосновение или касание мяча стопой или ногой не является нарушением.
Победителем в баскетболе становится команда, которая по окончании игрового времени набрала большее количество очков. При равном счёте по окончании основного времени матча назначается овертайм (обычно пять минут дополнительного времени), в случае, если и по его окончании счёт будет равен, назначается второй, третий овертайм и т. д., до тех пор, пока не будет выявлен победитель матча.
За одно попадание мяча в кольцо может быть засчитано разное количество очков:
- 1 очко — штрафной бросок
- 2 очка — бросок со средней или близкой дистанции (ближе трёхочковой линии)
- 3 очка — бросок из-за трёхочковой линии на расстоянии 6 м 75 см (7 м 24 см в Национальной баскетбольной ассоциации) (Трёхочковый бросок был включен в официальные правила игры (ФИБА) в 1984 году)[4].

Игра официально начинается спорным броском в центральном круге, когда мяч правильно отбит одним из спорящих. Матч состоит из четырёх четвертей, длительность каждой 10 минут (двенадцать минут в Национальной баскетбольной ассоциации) с перерывами по две минуты. Продолжительность перерыва между второй и третьей четвертями игры — пятнадцать минут. После большого перерыва команды должны поменяться корзинами.
Игра может идти на открытой площадке и в зале высотой не менее 7 м. Размер поля — 28×15 м. Размер щита 180×105 см. От нижнего края щита до пола или грунта должно быть 290 см. Корзина представляет собой металлическое кольцо, обтянутое сеткой (без дна). Она крепится на расстоянии 0,15 м от нижнего обреза щита и 3,05 м от уровня пола. Установленная стандартами FIBA для мужских соревнований длина окружности мяча — 74,9—78 см, масса — 567—650 г, (для женских соответственно 72,4—73,7 см и 510—567 г).

### Нарушения
- аут — мяч уходит за пределы игровой площадки;
- пробежка — игрок, контролирующий «живой» мяч совершает перемещение ног сверх ограничений, установленных правилами[5];
- нарушение ведения мяча, включающее в себя пронос мяча, двойное ведение;
- Прыжок с места и приземление с мячом в руке;
- 3 секунды — игрок нападения находится в «краске» (прямоугольная зона под кольцом) соперника более трёх секунд в то время, когда его команда владеет живым мячом в зоне нападения;
- зона-возвращение на свою половину с мячом после пересечения средней линии;
- 5 секунд — игрок при выполнении вбрасывания не расстается с мячом в течение пяти секунд[6];
- Плотноопекаемый игрок[7] не начинает ведение, не отдает передачу и не делает бросок по кольцу в течение 5 секунд при активной защитной стойке соперника[8].
- 8 секунд — команда, владеющая мячом в тыловой зоне, не вывела его в переднюю зону за восемь секунд;
- 24 секунды — команда владела мячом более 24 секунд и не произвела броска по кольцу. Счётчик 24 секунд сбрасывается, если мяч коснется дужки кольца. После этого атаковавшая команда может совершить подбор в нападении и получить право на ещё одно, но уже 14-секундное владение. В случае получения фола или нарушения (за исключением выхода мяча за пределы площадки) защищающейся командой или другой остановки игры, нападающая команда получает право на:
  - новое 24-секундное владение, если вбрасывание произойдет в зоне защиты владеющей мячом команды;
  - продолжение отсчета времени с того же момента, если осталось 14 и более секунд владения;
  - новое 14-секундное владение, если осталось 13 или менее секунд владения[9]. Именно поэтому, баскетбол называют быстрыми шахматами, за короткое время нужно принять ряд решений (комбинаций), чтобы мяч был заброшен в кольцо.
- Нарушения возвращения мяча в зону защиты (зона) — команда, владеющая мячом в зоне нападения, перевела его в зону защиты.

### Фолы

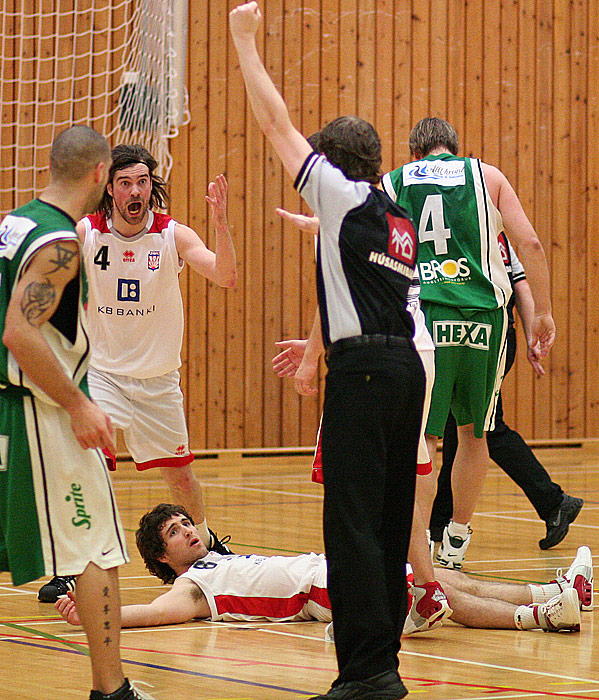
Судья фиксирует фол

Фол — это несоблюдение правил, вызванное персональным контактом или неспортивным поведением.
Виды фолов:
- персональный — фол игроку вследствие контакта с соперником;
- технический;
- обоюдный;
- неспортивный — жёсткая игра против игрока с мячом;
- дисквалифицирующий.

Игрок, получивший 5 персональных и/или технических фолов (либо 6 фолов в НБА) или 2 неспортивных фола в матче, должен покинуть игровую площадку и не может принимать участие в матче (но при этом ему разрешается остаться на скамейке запасных).
Игрок, получивший 2 технических замечания или дисквалифицирующий фол, удаляется с площадки и должен покинуть место проведения матча (игроку не разрешается остаться на скамейке запасных). Баскетбол — контактный вид спорта и может считаться самым травмоопасным видом спорта, так как спортсмены не имеют никаких элементов защитной экипировки (в отличие от хоккея и футбола).

## Основные элементы игры
- Позиции в баскетболе
- Жесты судей[10]
- Дриблинг
- Передача
- Подбор
- Перехват
- Блок-шот
- Бросок по кольцу
- Кроссовер

Особое значение в современном баскетболе имеет борьба под щитом. Известная баскетбольная заповедь гласит: «Кто выигрывает щит — выигрывает матч», а одним из основных статистических показателей игры баскетболиста — будь то отдельный матч или весь сезон — является число так называемых подборов и блок-шотов.

## Цитаты
Как известно, в любой культуре люди прыгают от радости в момент наивысшего счастья. Прыгание является международно признанным выражением радости, и баскетбол — это тот вид спорта, который построен на прыгании… Возможно, игрок прыгает, потому что он счастлив, но, что более вероятно, он счастлив, потому что прыгает. Мне приходилось слышать, как игроки жалуются по поводу практически любой детали игры — правил, размера или цвета мяча, формы или температуры в раздевалке, — но я никогда не слышал, чтобы кто-то жаловался на то, что им приходится прыгать.Билл Расселл, игрок и играющий тренер команды НБА «Бостон Селтикс» 1960-х годов.